# Dūlīsgān-e Vosţá
Dūlīsgān-e Vosţá (persiska: دولیس کان, Dūlīskān-e Vosţá, Dūlīs Kān, دوليسگان وسطى) är en ort i Iran.   Den ligger i provinsen Lorestan, i den västra delen av landet, 300 km sydväst om huvudstaden Teheran. Dūlīsgān-e Vosţá ligger 1 718 meter över havet och antalet invånare är 205.
Terrängen runt Dūlīsgān-e Vosţá är varierad.Runt Dūlīsgān-e Vosţá är det ganska tätbefolkat, med 72 invånare per kvadratkilometer. Närmaste större samhälle är Zāgheh-ye ‘Olyā, 8,5 km söder om Dūlīsgān-e Vosţá. Trakten runt Dūlīsgān-e Vosţá består i huvudsak av gräsmarker.